# Vladimir Vladimirovič Majakovski
Vladimir Vladimirovič Majakovski [u̯ladímir u̯ladímirovič majakôu̯ski] (rusko Влади́мир Влади́мирович Маяко́вский), ruski pesnik, predstavnik futurizma, * 19. julij 1893, vas Bagdadi, Gruzija, † 14. april 1930, Moskva.

## Življenje
Po očetovi smrti se je družina Majakovskega preselila v Moskvo. Mladi Majakovski se je pridružil revolucionarnemu gibanju in so ga večkrat zaprli. Leta 1911 se je vpisal na Moskovsko strokovno šolo slikarstva, kiparstva in stavbarstva ter se seznanil z ruskimi futuristi. Podpisal je kubo-futuristični manifest Klofuta družbenemu okusu (Пощёчина общественному вкусу) in v obdobju od 1912 do 1922 izoblikoval posebno vrsto pesništva, ki je izražalo pomembne sestavine sodobne zavesti. Z navdušenjem se je pridružil revoluciji (1917), v pesništvu pa mu je uspelo povezati avantgardno poetiko in revolucionarno angažiranost. S svojo izrazito urbano revolucionarno liriko je v prvih letih po revoluciji navduševal množice. Proti koncu dvajsetih let ga je napadla proletarska kritika, saj je pesnik v ostrih satirah grajal pojave malomeščanstva in birokracije v novi družbi. To mu je najbolj uspelo v satirično-grotesknih komedijah Stenica (1928) in Velika žehta (1930). Njegovo najpomembnejše delo pa je pesnitev Oblak v hlačah (Облако в штанах), 1915. Leta 1930 je naredil samomor.
Pokopan je na moskovskem pokopališču Novodevičje.

## Dela
- Poslušajte! (1914)
- Oblak v hlačah (1915)
- Stenica (1928)
- Velika žehta (1930)